# Elisabetta Granowska
Elisabetta Granowska o Elisabetta di Pilica (in polacco Elżbieta Granowska z Pileckič/Elżbieta z Pilczy) (1372 circa – Cracovia, 12 maggio 1420) fu regina consorte di Polonia (1417-1420) e terza moglie di Ladislao II Jagellone, granduca di Lituania e re di Polonia (dal 1386 al 1434).

## Primi anni di vita e primi matrimoni
Elisabetta era l'unica figlia di Ottone di Pilica, voivoda di Sandomierz, e Edvige di Melsztyn, figlia di Gianni di Melsztyn e madrina del re Ladislao II Jagellone. Lo zio di Elisabetta, Spytko di Melsztyn, era inoltre una figura influente alla corte di Ladislao. Quando suo padre morì nel 1384 o nel 1385, Elisabetta ereditò i suoi numerosi feudi, incluse Pilica e Łańcut.
I suoi travagliati primi anni di vita furono descritti da Jan Długosz, ma l'autenticità di tale racconto è dubbia, in quanto non supportata da altre fonti né da date precise indicate dallo storico polacco. È possibile che la versione sia stato frutto della sua fantasia per screditare l'impopolare regina. Secondo Długosz, Elisabetta venne rapita da Wiseł Czambor dalla Moravia, probabilmente perché questo intendeva sposare la donna per ottenere la sua dote. Sequestrata una seconda volta da Gianni (Jańczyk) di Jičina, Czambor si recò poi a Cracovia dove fu assassinato da Gianni, il quale in seguito ricevette da Jogaila il permesso di maritare Elisabetta. Non è chiaro quale dei due la donna avesse sposato, ma ciò che è certo è che rimase vedova, ammesso che siano mai state celebrate delle nozze.
Intorno al 1397, Elisabetta sposò Wincenty Granowski, castellano di Nakło e vedovo con almeno tre figli. Il matrimonio permise a Granowski di inserirsi nella szlachta e di essere inviato in missione diplomatica presso i cavalieri teutonici e Venceslao IV di Boemia. Nel 1409, divenne starosta della Grande Polonia e nel 1410 comandò un proprio contingente nella battaglia di Grunwald. L'uomo morì improvvisamente alla fine del 1410, forse avvelenato. Si ritiene che Elisabetta e Granowski avessero avuto due figli e tre figlie.

## Matrimonio con Ladislao II Jagellone
Nel marzo 1416, la regina Anna di Celje si spense lasciando al re Ladislao II una figlia. La nobiltà polacca incoraggiò il sovrano a risposarsi sia per ragioni politiche che per assicurarsi un erede maschio. Il granduca di Lituania Vitoldo, cugino di Ladislao e noto a Vilnius come Jogaila, propose di combinare un matrimonio con sua nipote Maria Vasilievna, figlia di Basilio I di Russia. Sigismondo di Lussemburgo, imperatore del Sacro Romano Impero, propose a Ladislao sua nipote Elisabetta di Görlitz, duchessa di Lussemburgo. Pertanto, risultò una scelta inattesa quella del re di sposare Elizabeth Granowska, una vedova di mezza età con pochi legami politici e un passato tutt'altro che invidiabile. Il vescovo Stanisław Ciołekb la definiva una "scrofa", mentre altri rimasero sgomenti per via della sua età.
Nel gennaio 1417, Jogaila viaggiò in Lituania e sostò a Ljuboml' per incontrare sua sorella Alessandra, la quale si trovava con Elisabetta Granowska. Dopo alcuni giorni, l'uomo lasciò Liuboml, ma non prima di aver elargito a Elisabetta diversi regali costosi. Non era la prima volta che i due si incontravano, in quanto la famiglia di Elisabetta già frequentava la corte di Cracovia. Nel marzo 1417, sulla via del ritorno in Polonia, Jogaila si fermò a Łańcut, un feudo di Elisabetta. Pare che la decisione del matrimonio, forse suggellata da Alessandra, avvenne in loco. i due si sposarono il 2 maggio 1417 a Sanok, ma la sua incoronazione fu rinviata al 19 novembre a causa della resistenza della nobiltà polacca. Questa sosteneva che la vera regina fosse la principessa Edvige Jagellona e che Elisabetta fosse una "sorella spirituale" di Ladislao, poiché sua madre era la sua madrina. Jogaila ottenne a tal fine una dispensa dal concilio di Costanza.
Nonostante la disapprovazione politica, pare che il matrimonio fu felice. Elisabetta accompagnava spesso il marito in vari viaggi, ma dispose di scarsa influenza politica. Ammalatasi forse di tubercolosi all'inizio del 1419, non riuscì più ad assistere come una volta con frequenza il suo coniuge. Si spense nel maggio 1420 e fu poi sepolta nella cattedrale del Wawel. Il suo corpo fu in seguito spostato per far posto a Stefano I Báthory e non si conosce dove la salma venne poi trasportata.

## Eredi
Si ritiene che Elisabetta ebbe cinque figli con il suo primo coniuge:
- Edvige, moglie Jan di Leksandrowic
- Ottone
- Elisabetta, moglie di Bolko V, duca di Opole
- Jan di Pilica, castellano di Cracovia, progenitore dell'omonima famiglia
- Ofka, moglie di Jan di Jičina, figlio di Jan (Jańczyk) di Jičina